# 库洛姆拉蒙塔涅
库洛姆拉蒙塔涅（法語：Coulommes-la-Montagne，法語發音：[kulɔm la mɔ̃taɲ]）是法国马恩省的一个市镇，属于兰斯区。

## 地理
库洛姆拉蒙塔涅（49°13'32"N, 3°54'38"E）面积2.7 平方千米，位于法国大東部大區马恩省，该省份为法国东北部内陆省份，北起阿登省，西北接埃纳省，西南接塞纳-马恩省，南至奥布省，东南接上马恩省，东临默兹省。
与库洛姆拉蒙塔涅接壤的市镇（或旧市镇、城区）包括：梅里-普雷姆西、奥尔姆、帕尔尼莱兰斯、圣厄夫赖斯和克莱里泽、弗里尼。

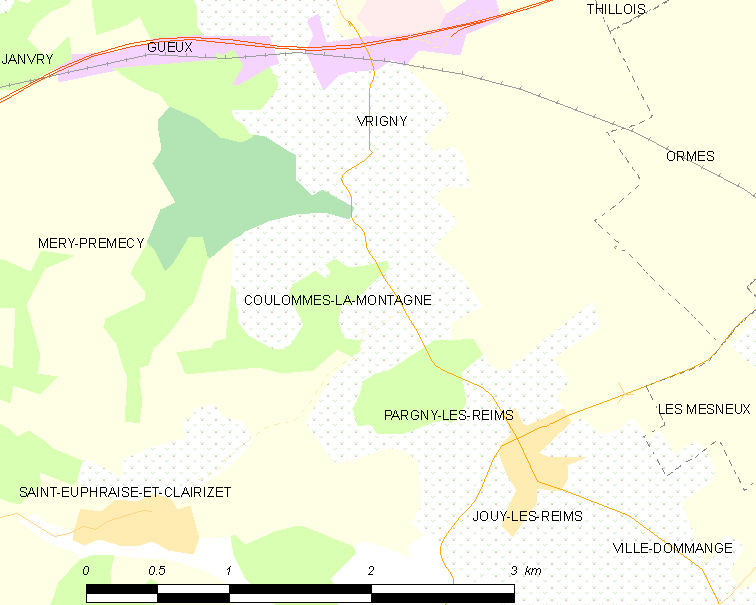
库洛姆拉蒙塔涅的OSM定位图

库洛姆拉蒙塔涅的时区为UTC+01:00、UTC+02:00（夏令时）。

## 行政
库洛姆拉蒙塔涅的邮政编码为51390，INSEE市镇编码为51177。

## 政治
库洛姆拉蒙塔涅所属的省级选区为菲姆-兰斯山县。

## 人口

1962-2008年间库洛姆拉蒙塔涅人口变化图示

库洛姆拉蒙塔涅于2022年1月1日时的人口数量为207人。